# Quest for Camelot (videojuego)
Quest for Camelot es un videojuego de acción y aventura desarrollado por Titus Interactive y publicado por Nintendo para la Game Boy Color en 1998. Se basa en la película animada de Warner Bros. con el mismo nombre. El juego es compatible con Super Game Boy, Game Boy Printer, y también jugable en una Game Boy original.
Warner Bros. planeaba hacer una versión del juego para las consolas de sobremesa PlayStation, Sega Saturn y Nintendo 64, pero la idea fue desechada debido a los malos resultados de taquilla de la película.
Este videojuego fue relanzado para Nintendo Switch Online el 6 de septiembre de 2023.

## Trama
Kayley tiene que rescatar a su madre, junto a Excalibur, del malvado caballero Sir Ruber, y en el camino derrotar a los enemigos, jefes y conocer nuevos amigos.